# Кокс, Билли
Билли Кокс (англ. Billy Cox; род. 18 октября 1941, Уилинг, Западная Виргиния) — американский бас-гитарист, известный прежде всего работой с Джими Хендриксом. Кокс также занимался преподаванием музыки.

## Биография
В начале 1960-го Билли Кокс познакомился в армии с Джимми Хендриксом. В армии они играли в группе, которая называлась King Kasuals. После демобилизации выступали в различных клубах в Нэшвилле, где играли чёрные музыканты в стиле ритм-энд-блюз.
Когда в 1966 году Хендрикс отправился в Англию и создал знаменитое трио The Jimi Hendrix Experience, Хендрикс хотел вначале привлечь в свою группу именно Билли Кокса, но тот отказался, предпочтя играть в местных негритянских ансамблях.
Однако в 1969 году Били Кокс был приглашён Хендриксом на рок фестиваль в Вудстоке (группа получила название Gypsy Sun and Rainbows), а в декабре 1969 они создают новую группу под названием Band of Gypsys, которая играет в стиле джаз-фьюжн и психоделический блюз-рок.
В начале 1970-го группа распалась, и Хендрикс задумал новую группу под названием The Cry Of Love, вместе с Билли Коксом и Митч Митчеллом. Они записали вместе одноимённой альбом, который был выпущен в начале 1971, но смерть Хендрикса, оборвала все планы группы.
После этого Билли Кокс выпускает свой сольный альбом, который выходит в 1971 году под названием Nitro Function, где записывается вместе с Чаром Вениджом и Робертом Таррантом.
В сентябре 1975 году Билли Кокс вместе с Бадди Майлзом выпускают в память о Хендриксе новый альбом под названием Crash Landing, где были собраны записи Хендрикса, сделанные незадолго до его смерти, и были переделаны музыкантами с новыми добавлениями.
После этого Кокс записывался довольно мало. Лишь в 1999 году он записывается вместе группой с Charlie Daniels Band, и позже с гитаристом Брюсом Кэмероном выпускают альбом под названием Midnight Daydream, посвящённый Хендриксу. В записях приняли участия Джек Брюс, Митч Митчелл и Бадди Майлз. Чуть позже Кокс вместе с Митчеллом и гитаристом Гэри Серкином создают группу в честь Хендрикса Gypsy Sun Experience.
Также Кокс работал над первым посмертным альбомом Хендрикса, который назывался First Rays of the New Rising Sun, но альбом вышел только в 1997 году.
1. ↑  Billy Cox // SNAC (англ.) — 2010.
2. ↑  Billy Cox // Discogs (англ.) — 2000.